# Ibrahim I
Ibrahim I (5 tháng 11 năm 1615 – 12 tháng 8 năm 1648) là vị hoàng đế thứ 18 của Đế quốc Ottoman từ năm 1640 cho đến 1648. Là một trong những vị hoàng đế nổi tiếng nhất của đế quốc Ottoman, ông có biệt hiệu là Deli Ibrahim (hay Ibrahim Deli) phản ánh chứng bệnh của ông.

## Tiểu sử
Ibrahim ra đời năm 1615 tại Istanbul, là con trai của Ahmed I và Kösem Sultan người gốc Hy Lạp. Trước khi lên ngôi, Ibrahim được giam trong cấm cung. Năm 1640, Ibrahim lên ngôi sau khi Murad IV, người đã định giết Ibrahim trước khi qua đời (khi lên ngôi năm 1623, Murad IV đã xử tử 3 người em trai khác của ông). Ibrahim được xem là người bị suy nhược thần kinh, và cũng bị trầm cảm sau khi vua anh mất.
Dưới triều đại của Ibrahim I, đế quốc Ottoman gần như sụp đổ. Một cuộc chiến tranh giữa Ottoman và Venezia nổ ra, gọi là chiến tranh Crete. Năm 1648, Ibrahim bị hạ bệ, và con trai là Mehmed IV lên nối ngôi. Sultan Ibrahim bị giết chết vào năm đó.